# Liste historischer Staaten in Asien
Die Liste historischer Staaten Asiens umfasst heute nicht mehr existierende Staaten und Reiche, die sich zumindest teilweise auf dem Gebiet Asiens befanden.

## Staaten des Altertums und der Antike

### InVorderasien
- Achämenidenreich (Altpersisches Reich) 550–330 v. Chr.
- Alexanderreich 334–301 v. Chr.
- Assyrisches Reich
- Elam
- Nordreich Israel 926–722 v. Chr.
- Mederreich 715–550 v. Chr.
- Mittani/Mitanni
- Moab ca. 880–732 v. Chr.
- Neubabylonisches Reich (Chaldäerreich) 626–539 v. Chr.
- Partherreich 247 v. Chr.–226 n. Chr.
- Reich Pergamon 281–129 v. Chr.
- Sassanidenreich (Neupersisches Reich) 224–651
- Seleukidenreich 320–63 v. Chr.

### InSüdasien
- Maurya-Reich 320–185 v. Chr.

### InOstasien
- Han 403–
- Lu 1043–256 v. Chr.
- Qi 1046–221 v. Chr.
- Qin (Ts'in oder Chin) ca. 850–221 v. Chr.
- Shang ca. 2100–1100 v. Chr.

## Islamische Staaten desMittelaltersund der frühenNeuzeit
- Kalifenreich
- Sultanat der Rum-Seldschuken 1081–1307

### Südasien
- Sultanat von Delhi (1206–1526)
- Sultanat von Bengalen (1352–1576)
- Mogulreich (1526–1858)

### Ägypten
- Dynastie der Tuluniden 868–905
- Dynastie der Ichschididen 935–969
- Reich der Fatimiden 910 im Maghreb begründet, seit 969 auch in Ägypten, 1171 durch die Ayyubiden gestürzt
- Reich der Ayyubiden 1171 begründet, Teilung 1193
- Mamluken-Reich 1250–1517

### Persien
- Dynastie der Buyiden 932–1055
- Dynastie der Saffariden 861–1003
- Dynastie der Samaniden 819–999
- Dynastie der Tahiriden 821–873
- Ghaznawiden-Reich 977–1186

## Staaten desMittelaltersund der frühenNeuzeit

### InSüdostasien
- Luzon-Reich ?–1571

## Nicht mehr existente oder umbenannte Staaten derNeuzeit

### InVorderasien
- Königreich Ägypten 1922–1953
- Arabische Föderation 1958
- Republik Ararat 1927–1931
- Demokratische Republik Armenien 1918–1922
- Demokratische Republik Aserbaidschan 1918–1920
- Demokratische Republik Georgien 1918–1921
- Sultanat Ha'il 1830–1902
- Königreich Kurdistan 1922–1924
- Republik Hatay 1938–1939
- Königreich Hedschas 1916–1925
- Königreich Irak 1921–1958
- Kaiserreich Iran bis 1979
- Sozialistische Sowjetrepublik Iran 1920–1921
- Nordjemen:
  -  Königreich Jemen 1911–1962
  -  Jemenitische Arabische Republik 1962–1990, mit Südjemen vereinigt
- Südjemen
  -  Volksdemokratische Republik Jemen 1967–1990, mit Nordjemen vereinigt
- Emirat Nadschd 1902–1921
- Sultanat Nadschd 1921–1926
- Königreich Nadschd und Hedschas 1926–1932
- Osmanisches Reich 1299–1922
- Transkaukasische Demokratisch-Föderative Republik 1918
- Republik Mahabad 1946
- Südwest-Kaukasische Republik (Republik Kars) 1918–1919
- Vereinigte Arabische Republik 1958–1961
- Zentralkaspische Diktatur 1918

### InNord-undZentralasien
- Durrani-Reich 1747–1823
- Emirat Afghanistan 1823–1926
- Königreich Afghanistan 1926–1973
- Republik Afghanistan 1973–1978
- Demokratische Republik Afghanistan 1978–1992
- Khanat Chiwa 1512–1920
- Islamische Republik Ostturkestan 1933–1934
- Republik Ostturkestan 1944–1949
- Russisches Kaiserreich 1721–1917
- Sowjetrussland 1917–1922
- Sowjetunion 1922–1991
- Tibet 1912–1950
- Tuwinische Volksrepublik 1921–1944
- Volksrepublik Buchara 1920–1924
- Volksrepublik Choresmien 1920–1923

### InOstasien
- Himmlisches Königreich Taiping 1851–1864
- Kaiserreich China bis 1912
- Kaiserreich China 1915–1916
- Neuorganisierte Regierung der Republik China 1940–1945
- Reformierte Regierung der Republik China 1938–1940
- Vorübergehende Regierung der Republik China 1937–1940
- Dadao Regierung 1937–1938
- Republik Ezo 1868–1869
- Fernöstliche Republik 1920–1922
- Republik Formosa 1895
- Japanisches Kaiserreich 1868–1947
- Kaiserreich Korea 1897–1910
- Mandschukuo 1932–1945
- Mengjiang 1936–1945
- Mongolische Volksrepublik 1921–1990
- Königreich Ryūkyū 1429–1879

### InSüdasien
- Maratha 1674–1818
- Azad Hind 1943–1945
- Hyderabad 1947–1950
- Sikkim 1947–1975

### InSüdostasien
- Sultanat von Aceh 1496–1903
- Republik von Biak na Bato 1897
- Burma 1943–1945
- Demokratisches Kampuchea 1975–1979
- Volksrepublik Kampuchea 1979–1989
- Republik Khmer 1970–1975
- Königreich Laos 1947–1975
- Föderation Malaya 1957–1963
- Föderation Malaiischer Staaten 1895–1942, 1945–1946
- Sultanat von Maguindanao 1500–1888
- Republik Maluku Selatan 1950–1955
- Republik Negros 1898–1901
- Nordvietnam 1954–1976
- Erste Philippinische Republik 1899–1901
- Zweite Philippinische Republik 1943–1945
- Königreich Sarawak 1841–1941, 1945–1946
- Sultanat von Sulu 1457–1917
- Südvietnam 1954–1975
- Republik Südvietnam 1975–1976
- Tagalische Republik 1902–1906
- Kaiserreich Vietnam 1009–1955
- Republik Zamboanga 1899–1903